# Dennis Quaid
Dennis Quaid (n. 9 aprilie 1954, Houston, Texas, SUA) este un actor american.

## Biografie
A devenit cunoscut începând cu anii 1980 după ce a jucat într-o serie de filme. Printre filmele sale mai cunoscute se numără Unde vei fi poimâine? (titlu original: The Day After Tomorrow) (2004; despre o catastrofă naturală) și Vantage Point (2008; despre o tentativă de asasinare a președintelui SUA, văzută din mai multe puncte de vedere).
Este unul dintre cei mai carismatici actori din ziua de azi. In anul 2002, New York Film Critics Circle si Independent Spirit Awards l-au onorat cu premiu de Cel Mai Bun Actor in Rol Secundar pentru rolul sau emotionant de homosexual din filmul aclamat de catre critici „Far From Heaven.” Excelenta sa interpretare i-a adus de asemenea nominalizari Globul de Aur si la Screen Actor’s Guild.
Urmatoarele proiecte ale lui Dennis Quaid sunt filmul - satira al lui Paul Weits „American Dreamz” si prima aparitie in teatru a lui Quaid in calitate de scriitor-regizor, „Sham on You”.
Pe micul ecran, Quaid a jucat in „Dinner with Friends” pentru regizorul Norman Jewison, care a obtinut o nominalizare la Premiile Emmy in anul 2002 pentru cel Mai Bun Film de Televiziune.
Quaid a inceput sa joace din liceu si a studiat teatrul la Universitatea din Houston. Curand dupa apritia sa la Hollywood, a primit rolul de bandit din clasa muncitoare in „Breaking Away”, un prim rol care l-a lansat in cariera.
In noiembrie 2005 a fost onorat cu o stea pe celebra strada din Hollywood Walk of Fame, in felul acesta recunoscandu-i-se bogata sa cariera in lumea filmului.
A fost căsătorit cu P.J. Soles, din 1978 până în 1983, cu actrița Meg Ryan, din 1988 până în 2001, cu Kimberly Buffington, din 2004.
Are un frate mai mare, tot actor, Randy Quaid.
Dennis a primit o stea pentru film, situată în partea de sud, aria 7000, pe Bulevardul Walk of Fame din Hollywood.

## Filmografie
- 1975 Crazy Mama, regia Jonathan Demme (nemenționat)
- 1977 I Never Promised You a Rose Garden, regia Anthony Page
- 1977 30 septembrie 1955, regia James Bridges
- 1978 Our Winning Season, regia Joseph Ruben
- 1978 The Seniors, regia Rod Amateau
- 1979 Breaking Away, regia Peter Yates

- 1980 Banda fraților James (The Long Riders), regia Walter Hill
- 1980 Gorp, regia Joseph Ruben
- 1981 All Night Long, regia Jean-Claude Tramont
- 1981 Caveman, regia Carl Gottlieb
- 1981 The Night the Lights Went Out in Georgia, regia Ronald F. Maxwell
- 1981 Stripes, regia Ivan Reitman (nemenționat)
- 1983 Cursa spațială (The Right Stuff), regia Philip Kaufman
- 1983  Tough Enough, regia Richard Fleischer
- 1984 Dreamscape, regia Joseph Ruben
- 1985 Inamicul meu (Enemy Mine), regia Wolfgang Petersen
- 1987 Călătoria fantastică (Innerspace), regia Richard Fleischer
- 1987 Polițiști murdari (The Big Easy), regia Jim McBride
- 1987 Suspectul (Suspect), regia Peter Yates
- 1988 D.O.A., regia Rocky Morton și Annabel Jankel
- 1988 Everybody's All-American, regia Taylor Hackford
- 1989 Great Balls of Fire!, regia Jim McBride : Jerry Lee Lewis

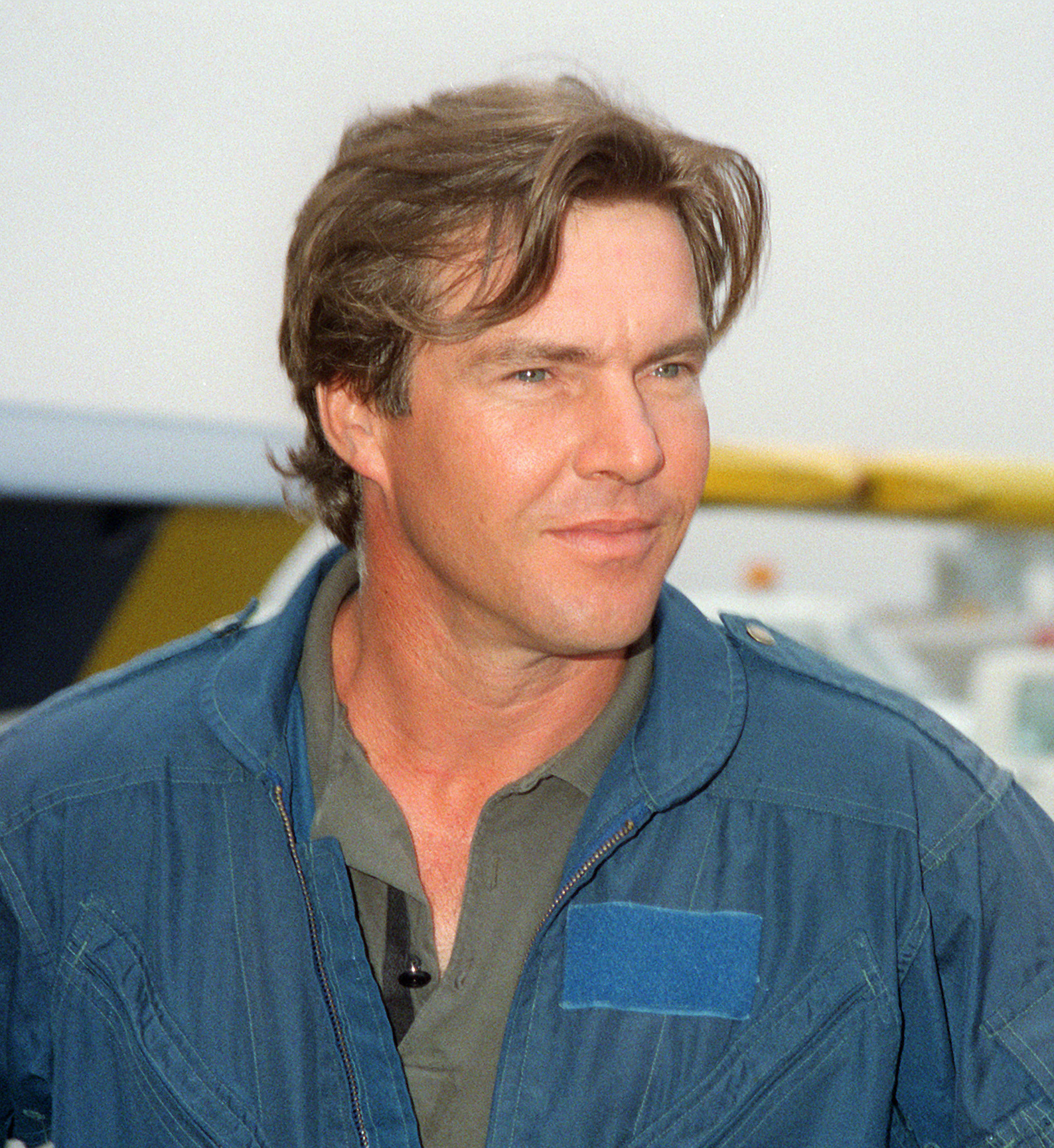
Dennis Quaid în 1994

- 1990 Come See the Paradise, regia Alan Parker
- 1990 Salutări din Hollywood (Postcards from the Edge), regia Mike Nichols
- 1993 Wilder Napalm (Wilder Napalm), regia Glenn Gordon Caron
- 1993 Flesh and Bone, regia Steve Kloves
- 1993 Spionii în vacanță (Undercover Blues), regia Herbert Ross
- 1994 Wyatt Earp, regia Lawrence Kasdan
- 1995 Something to Talk About, regia Lasse Hallström
- 1996 Inimă de dragon (Dragonheart), regia Rob Cohen
- 1997 Gang Related, regia Jim Kouf
- 1997 Switchback, regia Jeb Stuart
- 1998 Capcană pentru părinți (The Parent Trap), regia Nancy Meyers
- 1998 Dreptul la viață (Savior), regia Predrag Antonijević
- 1999 Duminică, pierzi sau câștigi (Any Given Sunday)

- 2000 Frecvența vieții (Frequency), regia Gregory Hoblit
- 2000 Trafic (Traffic), regia Steven Soderbergh
- 2004 Pasărea Phoenix (Flight of the Phoenix), regia John Moore
- 2004 Unde vei fi poimâine? (The Day After Tomorrow), regia Roland Emmerich
- 2008 Fiecare vede altceva (Vantage Point), regia Pete Travis
- 2009 Pandorum, regia Christian Alvart
- 2009 G.I. Joe: Ascensiunea Cobrei (G.I. Joe: The Rise of Cobra), regia Stephen Sommers
- 2009 Cei patru călăreți ai Apocalipsei (Horsemen), regia Jonas Åkerlund
- 2010 Legiunea (Legion), regia Scott Stewart ca Bob Hanson, proprietarul ateu al restaurantului.
- 2019 Midway, regia Roland Emmerich

### Filme și roluri
| An   | Titlu                                | Rol                                | Note |
| ---- | ------------------------------------ | ---------------------------------- | --- |
| 1987 | Polițiști murdari (The Big Easy)     | Det. Remy McSwain                  | Independent Spirit Award for Best Lead Male Valladolid International Film Festival Award for Best Actor |
| 1994 | A Century of Cinema                  | Rolul său                          | Documentar |
| 1998 | Playing by Heart                     | Hugh                               | |
| 1999 | Any Given Sunday                     | Jack 'Cap' Rooney                  | |
| 2000 | Frequency                            | Frank Sullivan                     | Nominalizare — Blockbuster Entertainment Award for Favorite Actor – Suspense Nominalizare — Saturn Award for Best Supporting Actor |
| 2000 | Traffic                              | Arnie Metzger                      | Screen Actors Guild Award for Outstanding Performance by a Cast in a Motion Picture |
| 2002 | The Rookie                           | Jim Morris                         | |
| 2002 | Far from Heaven                      | Frank Whitaker                     | Chicago Film Critics Association Award for Best Supporting Actor Independent Spirit Award for Best Supporting Male New York Film Critics Circle Award for Best Supporting Actor Online Film Critics Society Award for Best Supporting Actor Nominalizare — Golden Globe Award for Best Supporting Actor – Motion Picture Nominalizare — Phoenix Film Critics Society Award for Best Supporting Actor Nominalizare — Satellite Award for Best Supporting Actor - Motion Picture Nominalizare — Screen Actors Guild Award for Outstanding Performance by a Male Actor in a Supporting Role |
| 2003 | Cold Creek Manor                     | Cooper Tilson                      | |
| 2004 | The Alamo                            | Sam Houston                        | |
| 2004 | The Day After Tomorrow               | Jack Hall                          | |
| 2004 | In Good Company                      | Dan Foreman                        | |
| 2004 | Flight of the Phoenix                | Frank Towns                        | |
| 2005 | Yours, Mine and Ours                 | Rear Admiral Frank Beardsley, USCG | |
| 2006 | American Dreamz                      | Președintele Joseph Staton         | |
| 2007 | Battle for Terra                     | Roven                              | Rol de voce |
| 2008 | Vantage Point                        | Thomas Barnes                      | |
| 2008 | Smart People                         | Lawrence Wetherhold                | |
| 2008 | The Express                          | Ben Schwartzwalder                 | |
| 2009 | Horsemen                             | Aidan Breslin                      | |
| 2009 | G.I. Joe: The Rise of Cobra          | General Hawk                       | |
| 2009 | Pandorum                             | Payton                             | |
| 2010 | Legion                               | Bob Hanson                         | |
| 2011 | Soul Surfer                          | Tom Hamilton                       | |
| 2011 | Footloose                            | Rev. Shaw Moore                    | |
| 2012 | Beneath the Darkness                 | Vaughn Ely                         | |
| 2012 | What to Expect When You're Expecting | Ramsey                             | |
| 2012 | The Words                            | Clay Hammond                       | |
| 2012 | Playing for Keeps                    | Carl                               | |
| 2012 | At Any Price                         | Henry Whipple                      | |
| 2013 | Movie 43                             | Charlie Wessler                    | Segment: "The Pitch" |
| 2015 | Truth                                | Colonel Roger Charles              | |
| 2017 | A Dog's Purpose                      | Adult Ethan                        | |
| 2018 | I Can Only Imagine                   | Arthur Millard                     | |
| 2019 | Midway                               | William 'Bull' Halsey              | |
| 2019 | A Dog's Journey                      | Ethan                              | |
| 2019 | The Intruder                         | Charlie Peck                       | |
| 2019 | Pretenders                           | Joe                                | |
| 2021 | American Underdog                    | Dick Vermeil                       | |
| 2021 | Born a Champion                      | Mason                              | |
| 2021 | Blue Miracle                         | Wade                               | |
| 2022 | The Tiger Rising                     | Beauchamp                          | |

### Televiziune
| An           | Titlu                                            | Rol                | Note |
| ------------ | ------------------------------------------------ | ------------------ | --- |
| 1977         | Baretta                                          | Scott Martin       | Episodul: "The Sky Is Falling" |
| 1978         | Are You in the House Alone?                      | Phil Lawver        | Film de televiziune |
| 1979         | Amateur Night at the Dixie Bar and Grill         | Roy                | Film de televiziune |
| 1981         | Bill                                             | Barry Morrow       | Film de televiziune |
| 1982         | Johnny Belinda                                   | Kyle Hager         | Film de televiziune |
| 1983         | Bill: On His Own                                 | Barry Morrow       | Film de televiziune |
| 1998         | Everything that Rises                            | Jim Clay           | Film de televiziune |
| 2001         | Dinner with Friends                              | Gabe               | Film de televiziune |
| 2009         | SpongeBob SquarePants                            | Grandpa RedBeard   | Rol de voce; Episodul: "Grandpappy the Pirate/Cephalopod Lodge" |
| 2010         | The Special Relationship                         | Bill Clinton       | Film de televiziune Nominalizare — Primetime Emmy Award for Outstanding Lead Actor – Miniseries or a Movie Nominalizare — Golden Globe Award for Best Actor – Miniseries or Television Film Nominalizare — Screen Actors Guild Award for Outstanding Performance by a Male Actor in a Miniseries or Television Movie |
| 2010         | Chasing Zero: Winning the War on Healthcare Harm | Rolul său/narator  | Documentar TV |
| 2012–2013    | Vegas                                            | Sheriff Ralph Lamb | 21 episoade; și producător executiv |
| 2015         | Inside Amy Schumer                               | Chief / Judge      | 2 episoade |
| 2015         | Drunk History                                    | Lucky Luciano      | Episodul: "Las Vegas" |
| 2015–present | The Art of More                                  | Samuel Brukner     | 20 episoade |
| 2017         | Workaholics                                      | Ted Murphy         | Episodul: "Weed the People" |
| 2017         | Fortitude                                        | Michael Lennox     | 10 episoade |